# پرسلاوتس (بلغارستان)
پرسلاوتس (به بلغاری: Preslavets) یک منطقهٔ مسکونی در بلغارستان است که در استان خاسکوو واقع شده‌است.